# سلطان مرادلی
سلطان مرادلی (به ترکی آذربایجانی: Soltanmuradlı) یک منطقه مسکونی در جمهوری آذربایجان است که در شهرستان ایمیشلی واقع شده است. سلطان مرادلی ۸۷۶ نفر جمعیت دارد.